# Чайтанья Махапрабгу

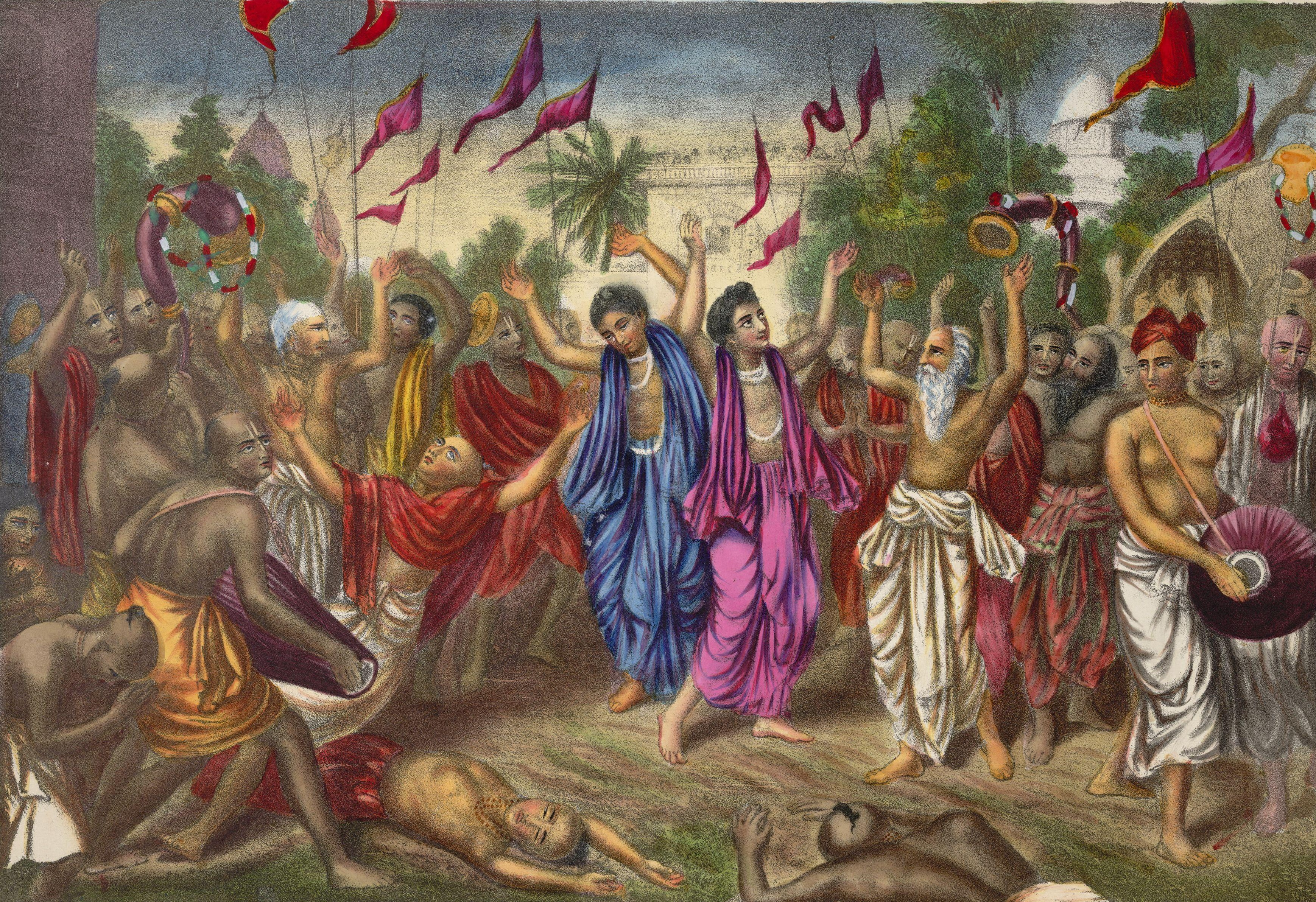
Шрі-Чайтанья і Нітьянанда, показано виконання кіртану на вулицях Навадвіпу, Бенґалії.

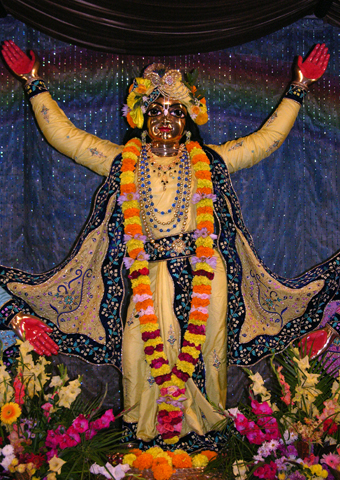
Чайтанья Магапрабгу

Чайтанья Магапрабгу (бенг. চৈতন্য মহাপ্রভূ 18 лютого 1486, Маяпур, Бенґалія —1534 Пурі Орісса) — вайшнавський чернець і суспільний реформатор в Бенґалії та Оріссі початку XVI століття, основоположник ґаудія-вайшнавізму.

## Життя Чайтаньї
У «Чайтанья-чарітамріті» описується, що Німай народився повною місячною ніччю 18 лютого 1486 року в час місячного затемнення. Його батьки дали йому ім'я «Вішвамбгара». Він був другим дитям у Джаґаннатга Мішри і його дружини Шачидеві, які жили в той час у місті Навадвіпа в На́дії, Бенґалія.
У юності Чайтанья в основному був відомий як пандіта, ерудит, чия вченість і здатність аргументувати у філософських спорах була неперевершеною. Існує багато історій, що описують величезний потяг, який з найранішого дитинства Чайтанья відчував до оспівування імен Крішни, також з ранньої юності він уславився як великий знавець санскриту.
Після прибуття до Ґаї задля здійснення обряду шраддга для покійного батька, Чайтанья зустрів ґуру-аскета Ішвару Пурі, від якого і отримав посвяту в учні (дікшу). Ця зустріч сильно вплинула на характер Чайтаньї, і після повернення до Бенґалії місцеві вайшнави на чолі з Адвайта Ачар'єю були уражені раптовим перевтіленням Чайтаньї з ученого-ерудита у відданого, і незабаром Чайтанья став на чолі спільноти вайшнавів у На́дії.
У віці 24 років Чайтанья прийняв посвячення в санньясу від Кешава Бгараті, і незабаром після цього покинув Бенгалію і вирушив у паломництво святими місцями по всій Індії, постійно оспівуючи імена Крішни. Він провів останні 16 років свого життя в Пурі, Орісса.
У «Чайтанья-чарітамріті» описується, що під час цього останнього періоду свого життя Чайтанья занурився в глибокий медитаційний транс (самадгі) і часто проявляв симптоми божественного екстазу.
Чайтанья був відомим проповідником бгакті-йоґи (йоги любові і відданості Богові). Його проповідь була заснована на філософії «Бгаґавата-Пурани» і «Бгаґавад-Ґіти». Він проповідував важливість поклоніння Радзі та Крішні й поширював оспівування мантри «Харе Крішна».
Його послідовники, відомі як ґаудія вайшнави або вайшнави, вважають Чайтанью об'єднаною аватарою Радги та Крішни, і вказують на те, що його прихід був передбачений у різних ведичних і пуранічних писаннях індуїзму.
Чайтанья був також відомий під ім'ям Ґаура (що на санскриті означає «золотистий») через колір своєї шкіри, яка, як описується, була золотавого відтінку і Німай, поза як, за переказами, він народився під деревом ним.
Існує багато біографій Чайтаньї в яких детально описано його життя.
Найвідомішими з них є «Чайтанья-чарітамріта» Крішнадаса Кавіраджа Ґосвамі, «Чайтанья Бгаґавата» Вріндавана Даса Тгакура і «Чайтанья Манґала», автором якої був Лочана Даса Тгакура. Ці праці спочатку були написані на бенґалі, але на сьогоднішній день перекладені й видані українською та іншими мовами світу. (з них Українською наразі (Лютий, 2014) перекладена лише Чайтанья-чарітамріта (видана 1999))

## Традиція і культурна спадщина Чайтаньї

### Чайтанья як засновник ґаудія-вайшнавізму
Не зважаючи на те, що Чайтанья отримав ініціацію у філософській течії (сампрадаї) Мадгавачар'ї, яка належить до двайта-веданти, однак через значні відмінності в теології і духовних практиках з лінією Мадгвачар'ї, Чайтанья вважається засновником своєї власної філософської традиції в рамках вайшнавізму, відомою як ґаудія-вайшнавізм.

### Шикшаштака
Наскільки відомо, Чайтанья не залишив після себе жодних письмових повчань, за виключенням Шикшаштаки (що в перекладі з санскриту означає «вісім настанов»). Вважається, що в цих віршах міститься у стислій формі вся філософія Вайшнавізму.

### Шість Ґосвамі Вріндавани та їхні послідовники
Чайтанья попросив вибрану групу своїх послідовників (які згодом стали відомі як Вріндаванські Госвамі) систематично викласти у письмовій формі ґаудія-вайшнавське богослів'я. Цих вайшнавів-святих і богословів звали: Рупа Ґосвамі, Санатана Ґосвамі, Ґопала Бгатта Ґосвамі, Раґгунатга Бгатта Ґосвамі, Раґгунатга Даса Ґосвамі і Джіва Ґосвамі, який був племінником братів Рупи і Санатани. Вони були відповідальні за створення теології ґаудія-вайшнавізму.
Нароттама Даса Тгакура, Шрініваса Ачарья і Шьямананда Пандіта були найактивнішими проповідниками в другому поколінні ґаудія-вайшнавізма. Отримавши вчення в Джіви Ґосвамі, вони зіграли ключову роль в поширенні учень Шести Ґосвамі Вріндавани по всій Бенгалії, Оріссі й іншим регіонам Східної Індії.
Вперше лідери всіх гілок послідовників Чайтаньї зібралися разом на фестивалі в Кхетурі, організованому дружиною Нітьянанди Прабгу, — Джахнава Тгакурані. На таких фестивалях різні групи послідовників Чайтаньї діставали можливість познайомитися один з одним і ознайомитися з теологічними і практичними нюансами кожної гілки.

### Учення Чайтаньї на Заході
У XX столітті вчення Чайтаньї приніс на захід Бгактіведанта Свамі Прабгупада, який був представником гілки сарасвата (тобто учнів Бгактісіддганти Сарасваті) у традиції Чайтаньї.
З метою поширення учення Чайтаньї по всьому світу, Бгактіведанта Свамі заснував у 1966 році в США Міжнародне Товариство Свідомості Крішни (англ. ISKCON - International Society for Krishna Consciousness).
Ближче до кінця ХХ ст. інші ґуру з гілки сарасвата, а також послідовники інших рухів в індуїзмі в яких поклоняються Чайтаньї Магапрабгу, в їх числі віддані з важливих святих місць вайшнавізму в районах Матгури, Західної Бенґалії і Орісси, теж заснували храми, присвячені Крішні і Чайтаньї за межами Індії.
З кінця XX століття Крішна-бгакті також вивчається як наука крішналогія у ряді наукових закладів світу.

### Вплив Чайтаньї на індуїзм
На додаток до сильного впливу на індуїзм в цілому, в Бенгалії культурна спадщина Чайтаньї залишила глибокий слід: безліч людей здійснює поклоніння йому як аватарі Крішни щодня.
Чайтаньї також приписується знаходження загубленого давнього писання «Брахма-Самгіта».

## Цікаві факти
Від дня його народження у традиції ґаудія-вайшнавізму починається новий календар, що має назву Ґаурабда. Але днем його народження вважається не 18 лютого, а повня Ґовінда-маса (день повного Місяця Ґовінда-місяця). Так, наприклад, у 2014 році це було 16 березня, а у 2015 році — 5 березня. Тобто Новий рік для вайшнавів «плаває», через те, що календар місячний, а не сонячний.